# 북부산업로
북부산업로(Bukbusaneop-ro)는 충청남도 당진시 신평면 운정 나들목과 석문면 대호방조제를 잇는 충청남도의 도로이다. 전 구간 국도 제38호선과 국도 제77호선에 속한다.

## 연혁
- 2002년 7월 11일 : 당진군 신평면 매산리 ~ 가곡리 16.1km 구간 확장 개통, 기존 구간 폐지[1]
- 2015년 9월 24일 : 대산 ~ 석문 ~ 가곡간 도로(당진시 석문면 통정리 ~ 송산면 가곡리) 9.28km 구간 확장 개통, 기존 1.6km 구간 폐지[2][3]
- 2016년 12월 30일 : 대산 ~ 석문간 도로(서산시 대산읍 화곡리 ~ 당진시 석문면 삼봉리) 10.66km 구간 확장 개통, 기존 서산시 대산읍 화곡리 2.59km 구간과 당진시 석문면 삼봉리 ~ 통정리 4km 구간 폐지[4]

## 주요 경유지
충청남도
- 당진시 (신평면 · 송악읍 · 송산면 · 석문면)

## 노선
전 구간 국도 제38호선과 국도 제77호선에 속하기 때문에 이 노선들에 대한 표기는 생략한다.
| 이름                             | 접속 노선                                          | 소재지 | 소재지                                  | 비고 |
| -------------------------------- | -------------------------------------------------- | ------ | --------------------------------------- | ---- |
| 운정 나들목                      | 국도 제34호선 국도 제38호선 국도 제77호선 (서해로) | 당진시 | 신평면                                  |      |
| 법석이 교차로                    | 매산로                                             | 당진시 | 신평면                                  |      |
| 매산교                           |                                                    | 당진시 | 신평면                                  |      |
| 송악 나들목                      | 15호선 서해안고속도로                              | 당진시 | 송악읍                                  |      |
| 부곡 교차로                      | 신복운로 부곡공단1길                               | 당진시 | 송악읍                                  |      |
| 부곡교                           |                                                    | 당진시 | 송악읍                                  |      |
| 한진 교차로                      | 지방도 제619호선 (송악로)                          | 당진시 | 송악읍                                  |      |
| 고대공단 교차로                  | 고대공단1길                                        | 당진시 | 송악읍                                  |      |
| 고대 교차로                      | 고잔로                                             | 당진시 | 송악읍                                  |      |
| 내도리                           | 대섬길                                             | 당진시 | 송악읍                                  |      |
| 현대제철 교차로 (고대지하차도)   |                                                    | 당진시 | 송악읍                                  |      |
| 송산 교차로                      | 유곡로                                             | 당진시 | 송산면                                  |      |
| 동곡 교차로 (동곡지하차도)       |                                                    | 당진시 | 송산면                                  |      |
| 동곡교                           |                                                    | 당진시 | 송산면                                  |      |
| 가곡 교차로 (가곡지하차도)       | 지방도 제633호선 (현대제철로)                      | 당진시 | 송산면                                  |      |
| 가곡2교 가곡1교                  |                                                    | 당진시 | 송산면                                  |      |
| 무수 교차로                      | 석문방조제로                                       | 당진시 | 송산면                                  |      |
| 석문대교                         |                                                    | 당진시 | 송산면                                  |      |
| 석문면                           |                                                    | 당진시 |                                         |      |
| 삼화교                           |                                                    | 당진시 |                                         |      |
| 새터 교차로                      | 삼화길                                             | 당진시 |                                         |      |
| 평장 교차로 (평장1교)            | 산단1로                                            | 당진시 |                                         |      |
| 평장2교                          |                                                    | 당진시 |                                         |      |
| 통정1 교차로 (통정교)            | 산단3로 해명1로                                    | 당진시 |                                         |      |
| 석문 교차로                      | 지방도 제615호선 (대호만로)                        | 당진시 |                                         |      |
| (교량 명칭 미상) 금배교 천보사교 |                                                    | 당진시 |                                         |      |
| 삼봉 교차로                      | 지방도 제647호선 (대호로)                          | 당진시 |                                         |      |
| 초락생태통로                     |                                                    | 당진시 |                                         |      |
| 초락5교 초락4교 초락3교 초락2교  |                                                    | 당진시 |                                         |      |
| 초락 교차로 (초락1교)            | 초락2로                                            | 당진시 |                                         |      |
| 대호 교차로                      | 초락2로                                            | 당진시 | 서산 방면 진출 불가 당진 방면 진입 불가 |      |
| 도비도 교차로                    | 대호만로                                           | 당진시 |                                         |      |
| 대호방조제                       |                                                    | 당진시 |                                         |      |
| 충의로와 직결                    |                                                    |        |                                         |      |

## 주요 건물 및 시설
- 현대로템 당진공장 (충청남도 당진시 송악읍 북부산업로 1480)
- 현대제철 당진공장 (충청남도 당진시 송악읍 북부산업로 1526)